# Boynes
Boynes – miejscowość i gmina we Francji, w Regionie Centralnym, w departamencie Loiret.
Według danych na rok 1990 gminę zamieszkiwało 978 osób, a gęstość zaludnienia wynosiła 63 osoby/km² (wśród 1842 gmin Regionu Centralnego Boynes plasuje się na 405. miejscu pod względem liczby ludności, natomiast pod względem powierzchni na miejscu 861.).